# Thomas Willis
Thomas Willis (n. 27 ianuarie 1621, Great Bedwyn, Wiltshire - d. 11 noiembrie 1675, Londra) a fost un medic englez celebru, care a jucat un rol important în dezvoltarea anatomiei, neurologiei și psihiatriei. A fost cofondator al Royal Society (1662). I se atribuie introducerea termenului de neurologie. A jucat un rol important în istoria anatomiei.

## Biografie
Thomas Willis s-a născut la 27 ianuarie 1621, la Great Bedwyn, Wiltshire. Părinții săi erau Thomas Willis și Rachel Howell. A obținut Master of Arts la Christ Church, la Universitatea Oxford, în 1642, Bachelor of Medicine în 1646 și Medical Doctorat în 1660.
După terminarea studiilor in 1642 a luat parte la războiul civil; în acei ani (anii 1640) a devenit unul dintre medicii regelui Carol I al Angliei.
La 7 aprilie 1657 s-a căsătorit cu Maryt Fell.
Cariera sa medicală s-a desfășurat la Westminster, Londra, iar din 1660 până la moartea sa, la Oxford, unde a fost titular al Catedrei de Filosofie Naturală. A fost unul dintre pionierii cercetării neuroanatomice și precursorul neuropatologiei.

## Contribuții
Thomas Willis este creatorul termenului de „neurologie”. Este autor al multor descoperiri în domeniul neuroanatomiei și al neuropatologiei (douăzeci de autopsii sunt analizate în cărțile sale).
El descrie prejudiciile paludismului în Anglia. Este primul care a descris nevrita diabetică și probabil miastenia sub denumirea de « paralysia spuria non habitualis » (1672). El ar fi făcut prima descriere a sindromului picioarelor fără repaus
Lui i se datorează descoperirea „poligonului lui Willis” (circulus arteriosus), o parte a sistemului vascular al creierului. Descrierea creierului și a nervilor pe care o dă în tratatul său „Cerebri anatome”, din 1664 este atât de minuțioasă și elaborată și atât de bogată în informații noi, încât reprezintă un contrast uimitor față de vagile și slabele contribuții ale predecesorilor săi.
Opera sa nu a fost de altfel doar fructul cercetărilor sale individuale: a fost ajutat de Sir Christopher Wren și Thomas Millington, cât și de elevul său Richard Lower, cărora le-a recunoscut contribuțiile. Wren era autorul magnificelor ilustrații din carte. Willis a fost primul filosof al naturii care a utilizat termenul de act reflex pentru a descrie activitățile elementare ale sistemului nervos.
A fost primul care a numerotat nervii cranieni în ordinea în care anatomiștii îi enumeră în mod obișnuit.
Thomas Willis a dat numele febrei puerperale.

### Scrieri

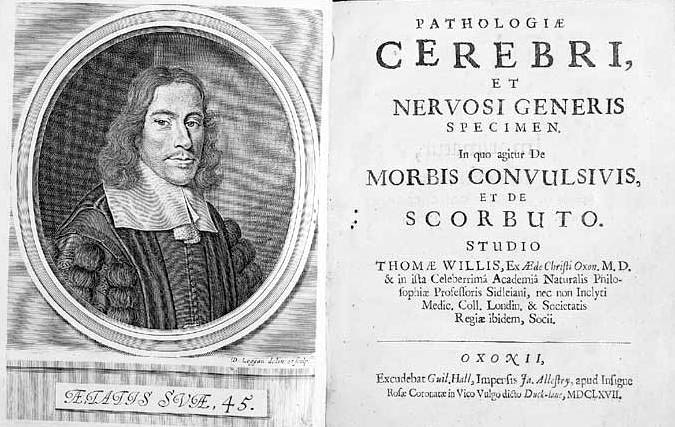
Lucrarea Pathologiae cerebri...

- 1664: Cerebri anatome: cui accessit nervorum descriptio et usus - una din primele descrieri științifice ale creierului și nervilor
- 1667: Pathologiae Cerebri et Nervosi Generis Specimen
- 1672: De Anima Brutorum - susține teza conform căreia partea striatum este responsabilă de recepționarea informațiilor senzitive, în timp ce corpul calos este asociat imaginației, iar cortexul cerebral memoriei.